# WTA Tour 2025
El Hologic WTA Tour 2025 és el circuit de tennis professional femení de l'any 2025 organitzat per la WTA. La temporada va incloure un total de 56 torneigs dividits en Grand Slams (organitzats per la ITF), torneigs WTA 1000, WTA 500, WTA 250 i el WTA Finals. També s'inclou la disputa de les United Cup i Billie Jean King Cup.

## Calendari
Taula amb el calendari complet dels torneigs que pertanyen a la temporada 2025 de la WTA Tour. També s'inclouen les vencedores i les finalistes dels quadres individuals i dobles de cada torneig.
| Llegenda                 |
| ------------------------ |
| Grand Slam               |
| WTA Finals               |
| WTA 1000                 |
| WTA 500                  |
| WTA 250                  |
| Esdeveniments per equips |

| Data d'inici           | Torneig                                   | Superfície       | Guanyadora/es                                                                                            | Finalista/es                                                                                           |
| ---------------------- | ----------------------------------------- | ---------------- | --- | --- |
| 30 de desembre de 2024 | United Cup                                | Dura             | Estats Units: Taylor Fritz, Coco Gauff, Denis Kudla, Danielle Collins, Robert Galloway, Desirae Krawczyk | Polònia: Hubert Hurkacz, Iga Świątek, Kamil Majchrzak, Maja Chwalińska, Jan Zieliński, Alicja Rosolska |
| 30 de desembre de 2024 | Brisbane                                  | Dura             | Arina Sabalenka                                                                                          | Polina Kudermetova                                                                                     |
| 30 de desembre de 2024 | Brisbane                                  | Dura             | Mirra Andreeva / Diana Shnaider                                                                          | Priscilla Hon / Anna Kalinskaya                                                                        |
| 30 de desembre de 2024 | Auckland                                  | Dura             | Clara Tauson                                                                                             | Naomi Osaka                                                                                            |
| 30 de desembre de 2024 | Auckland                                  | Dura             | Jiang Xinyu / Wu Fang-hsien                                                                              | Aleksandra Krunić / Sabrina Santamaria                                                                 |
| 6 de gener             | Adelaida                                  | Dura             | Madison Keys                                                                                             | Jessica Pegula                                                                                         |
| 6 de gener             | Adelaida                                  | Dura             | Guo Hanyu / Alexandra Panova                                                                             | Beatriz Haddad Maia / Laura Siegemund                                                                  |
| 6 de gener             | Hobart                                    | Dura             | McCartney Kessler                                                                                        | Elise Mertens                                                                                          |
| 6 de gener             | Hobart                                    | Dura             | Jiang Xinyu / Wu Fang-hsien                                                                              | Monica Niculescu / Fanny Stollár                                                                       |
| 13 de gener            | Open d'Austràlia                          | Dura             | Madison Keys                                                                                             | Arina Sabalenka                                                                                        |
| 13 de gener            | Open d'Austràlia                          | Dura             | Kateřina Siniaková / Taylor Townsend                                                                     | Hsieh Su-wei / Jeļena Ostapenko                                                                        |
| 13 de gener            | Open d'Austràlia                          | Dura             | Olivia Gadecki / John Peers                                                                              | Kimberly Birrell / John-Patrick Smith                                                                  |
| 27 de gener            | Linz                                      | Dura (i)         | Ekaterina Alexandrova                                                                                    | Daiana Iastremska                                                                                      |
| 27 de gener            | Linz                                      | Dura (i)         | Tímea Babos / Luisa Stefani                                                                              | Liudmila Kitxenok / Nadiia Kichenok                                                                    |
| 27 de gener            | Singapur                                  | Dura             | Elise Mertens                                                                                            | Ann Li                                                                                                 |
| 27 de gener            | Singapur                                  | Dura             | Desirae Krawczyk / Giuliana Olmos                                                                        | Wang Xinyu / Zheng Saisai                                                                              |
| 3 de febrer            | Abu Dhabi                                 | Dura             | Belinda Bencic                                                                                           | Ashlyn Krueger                                                                                         |
| 3 de febrer            | Abu Dhabi                                 | Dura             | Jeļena Ostapenko / Ellen Perez                                                                           | Kristina Mladenovic / Zhang Shuai                                                                      |
| 3 de febrer            | Cluj-Napoca                               | Dura (i)         | Anastassia Potàpova                                                                                      | Lucia Bronzetti                                                                                        |
| 3 de febrer            | Cluj-Napoca                               | Dura (i)         | Magali Kempen / Anna Sisková                                                                             | Jaqueline Cristian / Angelica Moratelli                                                                |
| 10 de febrer           | Doha                                      | Dura             | Amanda Anisimova                                                                                         | Jeļena Ostapenko                                                                                       |
| 10 de febrer           | Doha                                      | Dura             | Sara Errani / Jasmine Paolini                                                                            | Jiang Xinyu / Wu Fang-hsien                                                                            |
| 17 de febrer           | Dubai                                     | Dura             | Mirra Andreeva                                                                                           | Clara Tauson                                                                                           |
| 17 de febrer           | Dubai                                     | Dura             | Kateřina Siniaková / Taylor Townsend                                                                     | Hsieh Su-wei / Jeļena Ostapenko                                                                        |
| 24 de febrer           | Mérida                                    | Dura             | Emma Navarro                                                                                             | Emiliana Arango                                                                                        |
| 24 de febrer           | Mérida                                    | Dura             | Katarzyna Piter / Mayar Sherif                                                                           | Anna Danilina / Irina Khromacheva                                                                      |
| 24 de febrer           | Austin                                    | Dura             | Jessica Pegula                                                                                           | McCartney Kessler                                                                                      |
| 24 de febrer           | Austin                                    | Dura             | Anna Blinkova / Yuan Yue                                                                                 | McCartney Kessler / Zhang Shuai                                                                        |
| 5 de març              | Indian Wells                              | Dura             | Mirra Andreeva                                                                                           | Arina Sabalenka                                                                                        |
| 5 de març              | Indian Wells                              | Dura             | Asia Muhammad / Demi Schuurs                                                                             | Tereza Mihalíková / Olivia Nicholls                                                                    |
| 18 de març             | Miami                                     | Dura             | Arina Sabalenka                                                                                          | Jessica Pegula                                                                                         |
| 18 de març             | Miami                                     | Dura             | Mirra Andreeva / Diana Shnaider                                                                          | Cristina Bucșa / Miyu Kato                                                                             |
| 31 de març             | Charleston                                | Terra batuda     | Jessica Pegula                                                                                           | Sofia Kenin                                                                                            |
| 31 de març             | Charleston                                | Terra batuda     | Jeļena Ostapenko / Erin Routliffe                                                                        | Caroline Dolehide / Desirae Krawczyk                                                                   |
| 31 de març             | Bogotà                                    | Terra batuda     | Camila Osorio                                                                                            | Katarzyna Kawa                                                                                         |
| 31 de març             | Bogotà                                    | Terra batuda     | Cristina Bucșa / Sara Sorribes Tormo                                                                     | Irina Bara / Laura Pigossi                                                                             |
| 7 d'abril              | Billie Jean King Cup (Fase classificació) |                  | | |
| 14 d'abril             | Stuttgart                                 | Terra batuda (i) | Jeļena Ostapenko                                                                                         | Arina Sabalenka                                                                                        |
| 14 d'abril             | Stuttgart                                 | Terra batuda (i) | Gabriela Dabrowski / Erin Routliffe                                                                      | Ekaterina Alexandrova / Zhang Shuai                                                                    |
| 14 d'abril             | Rouen                                     | Terra batuda (i) | Elina Svitòlina                                                                                          | Olga Danilović                                                                                         |
| 14 d'abril             | Rouen                                     | Terra batuda (i) | Aleksandra Krunić / Sabrina Santamaria                                                                   | Irina Khromacheva / Linda Nosková                                                                      |
| 21 d'abril             | Madrid                                    | Terra batuda     | Arina Sabalenka                                                                                          | Coco Gauff                                                                                             |
| 21 d'abril             | Madrid                                    | Terra batuda     | Sorana Cîrstea / Anna Kalinskaya                                                                         | Veronika Kudermétova / Elise Mertens                                                                   |
| 6 de maig              | Roma                                      | Terra batuda     | Jasmine Paolini                                                                                          | Coco Gauff                                                                                             |
| 6 de maig              | Roma                                      | Terra batuda     | Sara Errani / Jasmine Paolini                                                                            | Veronika Kudermétova / Elise Mertens                                                                   |
| 18 de maig             | Estrasburg                                | Terra batuda     | Ielena Ribàkina                                                                                          | Liudmila Samsonova                                                                                     |
| 18 de maig             | Estrasburg                                | Terra batuda     | Tímea Babos / Luisa Stefani                                                                              | Guo Hanyu / Nicole Melichar-Martinez                                                                   |
| 18 de maig             | Rabat                                     | Terra batuda     | Maya Joint                                                                                               | Jaqueline Cristian                                                                                     |
| 18 de maig             | Rabat                                     | Terra batuda     | Maya Joint / Oksana Kalashnikova                                                                         | Angelica Moratelli / Camilla Rosatello                                                                 |
| 25 de maig             | Roland Garros                             | Terra batuda     | Coco Gauff                                                                                               | Arina Sabalenka                                                                                        |
| 25 de maig             | Roland Garros                             | Terra batuda     | Sara Errani / Jasmine Paolini                                                                            | Anna Danilina / Aleksandra Krunić                                                                      |
| 25 de maig             | Roland Garros                             | Terra batuda     | Sara Errani / Andrea Vavassori                                                                           | Taylor Townsend / Evan King                                                                            |
| 9 de juny              | Londres                                   | Gespa            | Tatjana Maria                                                                                            | Amanda Anisimova                                                                                       |
| 9 de juny              | Londres                                   | Gespa            | Asia Muhammad / Demi Schuurs                                                                             | Anna Danilina / Diana Shnaider                                                                         |
| 9 de juny              | 's-Hertogenbosch                          | Gespa            | Elise Mertens                                                                                            | Elena-Gabriela Ruse                                                                                    |
| 9 de juny              | 's-Hertogenbosch                          | Gespa            | Irina Khromacheva / Fanny Stollár                                                                        | Nicole Melichar-Martinez / Liudmila Samsonova                                                          |
| 16 de juny             | Berlín                                    | Gespa            | Markéta Vondroušová                                                                                      | Wang Xinyu                                                                                             |
| 16 de juny             | Berlín                                    | Gespa            | Tereza Mihalíková / Olivia Nicholls                                                                      | Sara Errani / Jasmine Paolini                                                                          |
| 16 de juny             | Nottingham                                | Gespa            | McCartney Kessler                                                                                        | Daiana Iastremska                                                                                      |
| 16 de juny             | Nottingham                                | Gespa            | Beatriz Haddad Maia / Laura Siegemund                                                                    | Anna Danilina / Ena Shibahara                                                                          |
| 23 de juny             | Bad Homburg                               | Gespa            | Jessica Pegula                                                                                           | Iga Świątek                                                                                            |
| 23 de juny             | Bad Homburg                               | Gespa            | Guo Hanyu / Alexandra Panova                                                                             | Liudmila Kitxenok / Ellen Perez                                                                        |
| 23 de juny             | Eastbourne                                | Gespa            | Maya Joint                                                                                               | Alexandra Eala                                                                                         |
| 23 de juny             | Eastbourne                                | Gespa            | Marie Bouzková / Anna Danilina                                                                           | Hsieh Su-wei / Maya Joint                                                                              |
| 30 de juny             | Wimbledon                                 | Gespa            | Iga Świątek                                                                                              | Amanda Anisimova                                                                                       |
| 30 de juny             | Wimbledon                                 | Gespa            | Veronika Kudermétova / Elise Mertens                                                                     | Hsieh Su-wei / Jeļena Ostapenko                                                                        |
| 30 de juny             | Wimbledon                                 | Gespa            | Kateřina Siniaková / Sem Verbeek                                                                         | Luisa Stefani / Joe Salisbury                                                                          |
| 14 de juliol           | Hamburg                                   | Terra batuda     | Loïs Boisson                                                                                             | Anna Bondár                                                                                            |
| 14 de juliol           | Hamburg                                   | Terra batuda     | Nadiia Kichenok / Makoto Ninomiya                                                                        | Anna Bondár / Arantxa Rus                                                                              |
| 14 de juliol           | Iași                                      | Terra batuda     | Irina-Camelia Begu                                                                                       | Jil Teichmann                                                                                          |
| 14 de juliol           | Iași                                      | Terra batuda     | Veronika Erjavec / Panna Udvardy                                                                         | María Lourdes Carlé / Simona Waltert                                                                   |
| 21 de juliol           | Washington DC                             | Dura             | Leylah Fernandez                                                                                         | Anna Kalinskaya                                                                                        |
| 21 de juliol           | Washington DC                             | Dura             | Taylor Townsend / Zhang Shuai                                                                            | Caroline Dolehide / Sofia Kenin                                                                        |
| 21 de juliol           | Praga                                     | Dura             | Marie Bouzková                                                                                           | Linda Nosková                                                                                          |
| 21 de juliol           | Praga                                     | Dura             | Nadiia Kichenok / Makoto Ninomiya                                                                        | Lucie Havlíčková / Laura Samson                                                                        |
| 27 de juliol           | Toronto                                   | Dura             | Victoria Mboko                                                                                           | Naomi Osaka                                                                                            |
| 27 de juliol           | Toronto                                   | Dura             | Coco Gauff / McCartney Kessler                                                                           | Taylor Townsend / Zhang Shuai                                                                          |
| 7 d'agost              | Cincinnati                                | Dura             | | |
| 7 d'agost              | Cincinnati                                | Dura             | | |
| 17 d'agost             | Monterrey                                 | Dura             | | |
| 17 d'agost             | Monterrey                                 | Dura             | | |
| 17 d'agost             | Cleveland                                 | Dura             | | |
| 17 d'agost             | Cleveland                                 | Dura             | | |
| 24 d'agost             | US Open                                   | Dura             | | |
| 24 d'agost             | US Open                                   | Dura             | | |
| 24 d'agost             | US Open                                   | Dura             | | |
| 8 de setembre          | Guadalajara                               | Dura             | | |
| 8 de setembre          | Guadalajara                               | Dura             | | |
| 8 de setembre          | Monastir                                  | Dura             | | |
| 8 de setembre          | Monastir                                  | Dura             | | |
| 15 de setembre         | Seül                                      | Dura             | | |
| 15 de setembre         | Seül                                      | Dura             | | |
| 24 de setembre         | Pequín                                    | Dura             | | |
| 24 de setembre         | Pequín                                    | Dura             | | |
| 6 d'octubre            | Wuhan                                     | Dura             | | |
| 6 d'octubre            | Wuhan                                     | Dura             | | |
| 13 d'octubre           | Ningbo                                    | Dura             | | |
| 13 d'octubre           | Ningbo                                    | Dura             | | |
| 13 d'octubre           | Osaka                                     | Dura             | | |
| 13 d'octubre           | Osaka                                     | Dura             | | |
| 20 d'octubre           | Tòquio                                    | Dura             | | |
| 20 d'octubre           | Tòquio                                    | Dura             | | |
| 20 d'octubre           | Canton                                    | Dura             | | |
| 20 d'octubre           | Canton                                    | Dura             | | |
| 27 d'octubre           | Hong Kong                                 | Dura             | | |
| 27 d'octubre           | Hong Kong                                 | Dura             | | |
| 27 d'octubre           | Jiujiang                                  | Dura             | | |
| 27 d'octubre           | Jiujiang                                  | Dura             | | |
| 1 de novembre          | WTA Finals (Riad)                         |                  | | |
| 1 de novembre          | WTA Finals (Riad)                         |                  | | |
| novembre               | Billie Jean King Cup (Final)              |                  | | |

## Estadístiques
La següent taula mostra el nombre de títols aconseguits de forma individual (I), dobles femenins (D) i dobles mixts (X) aconseguits per cada tennista i també per països durant la temporada 2025. Els torneigs estan ordenats segons la seva categoria dins el calendari WTA Tour 2025: Grand Slams, WTA Finals, WTA 1000, WTA 500 i WTA 250. L'ordre de les jugadores s'ha establert a partir del nombre total de títols i després segons la quantitat de títols de cada categoria de torneigs.

### Títols per tennista
| Total | Tennista              | Grand Slams | Grand Slams | Grand Slams | Finals | Finals | WTA 1000 | WTA 1000 | WTA 500 | WTA 500 | WTA 250 | WTA 250 | Resum | Resum | Resum |
| Total | Tennista              | I           | D           | X           | I      | D      | I        | D        | I       | D       | I       | D       | I     | D     | X     |
| ----- | --------------------- | ----------- | ----------- | ----------- | ------ | ------ | -------- | -------- | ------- | ------- | ------- | ------- | ----- | ----- | ----- |
| 4     | Sara Errani           |             | ●           | ●           |        |        |          | ●        |         |         |         |         | 0     | 3     | 1     |
| 4     | Jasmine Paolini       |             | ●           |             |        |        | ●        | ●        |         |         |         |         | 1     | 3     | 0     |
| 4     | Mirra Andreeva        |             |             |             |        |        | ●        | ●        |         | ●       |         |         | 2     | 2     | 0     |
| 3     | Kateřina Siniaková    |             | ●           | ●           |        |        |          | ●        |         |         |         |         | 0     | 2     | 1     |
| 3     | Taylor Townsend       |             | ●           |             |        |        |          | ●        |         | ●       |         |         | 0     | 3     | 0     |
| 3     | Elise Mertens         |             | ●           |             |        |        |          |          |         |         | ●       |         | 2     | 1     | 0     |
| 3     | Arina Sabalenka       |             |             |             |        |        | ●        |          | ●       |         |         |         | 3     | 0     | 0     |
| 3     | McCartney Kessler     |             |             |             |        |        |          | ●        |         |         | ●       |         | 2     | 1     | 0     |
| 3     | Jeļena Ostapenko      |             |             |             |        |        |          |          | ●       | ●       |         |         | 1     | 2     | 0     |
| 3     | Jessica Pegula        |             |             |             |        |        |          |          | ●       |         | ●       |         | 3     | 0     | 0     |
| 3     | Maya Joint            |             |             |             |        |        |          |          |         |         | ●       | ●       | 2     | 1     | 0     |
| 2     | Coco Gauff            | ●           |             |             |        |        |          | ●        |         |         |         |         | 1     | 1     | 0     |
| 2     | Madison Keys          | ●           |             |             |        |        |          |          | ●       |         |         |         | 2     | 0     | 0     |
| 2     | Asia Muhammad         |             |             |             |        |        |          | ●        |         | ●       |         |         | 0     | 2     | 0     |
| 2     | Demi Schuurs          |             |             |             |        |        |          | ●        |         | ●       |         |         | 0     | 2     | 0     |
| 2     | Diana Shnaider        |             |             |             |        |        |          | ●        |         | ●       |         |         | 0     | 2     | 0     |
| 2     | Tímea Babos           |             |             |             |        |        |          |          |         | ●       |         |         | 0     | 2     | 0     |
| 2     | Guo Hanyu             |             |             |             |        |        |          |          |         | ●       |         |         | 0     | 2     | 0     |
| 2     | Alexandra Panova      |             |             |             |        |        |          |          |         | ●       |         |         | 0     | 2     | 0     |
| 2     | Erin Routliffe        |             |             |             |        |        |          |          |         | ●       |         |         | 0     | 2     | 0     |
| 2     | Luisa Stefani         |             |             |             |        |        |          |          |         | ●       |         |         | 0     | 2     | 0     |
| 2     | Marie Bouzková        |             |             |             |        |        |          |          |         |         | ●       | ●       | 1     | 1     | 0     |
| 2     | Jiang Xinyu           |             |             |             |        |        |          |          |         |         |         | ●       | 0     | 2     | 0     |
| 2     | Nadiia Kichenok       |             |             |             |        |        |          |          |         |         |         | ●       | 0     | 2     | 0     |
| 2     | Makoto Ninomiya       |             |             |             |        |        |          |          |         |         |         | ●       | 0     | 2     | 0     |
| 2     | Wu Fang-hsien         |             |             |             |        |        |          |          |         |         |         | ●       | 0     | 2     | 0     |
| 1     | Iga Świątek           | ●           |             |             |        |        |          |          |         |         |         |         | 1     | 0     | 0     |
| 1     | Veronika Kudermétova  |             | ●           |             |        |        |          |          |         |         |         |         | 0     | 1     | 0     |
| 1     | Olivia Gadecki        |             |             | ●           |        |        |          |          |         |         |         |         | 0     | 0     | 1     |
| 1     | Amanda Anisimova      |             |             |             |        |        | ●        |          |         |         |         |         | 1     | 0     | 0     |
| 1     | Victoria Mboko        |             |             |             |        |        | ●        |          |         |         |         |         | 1     | 0     | 0     |
| 1     | Sorana Cîrstea        |             |             |             |        |        |          | ●        |         |         |         |         | 0     | 1     | 0     |
| 1     | Anna Kalinskaya       |             |             |             |        |        |          | ●        |         |         |         |         | 0     | 1     | 0     |
| 1     | Ekaterina Alexandrova |             |             |             |        |        |          |          | ●       |         |         |         | 1     | 0     | 0     |
| 1     | Belinda Bencic        |             |             |             |        |        |          |          | ●       |         |         |         | 1     | 0     | 0     |
| 1     | Leylah Fernandez      |             |             |             |        |        |          |          | ●       |         |         |         | 1     | 0     | 0     |
| 1     | Tatjana Maria         |             |             |             |        |        |          |          | ●       |         |         |         | 1     | 0     | 0     |
| 1     | Emma Navarro          |             |             |             |        |        |          |          | ●       |         |         |         | 1     | 0     | 0     |
| 1     | Ielena Ribàkina       |             |             |             |        |        |          |          | ●       |         |         |         | 1     | 0     | 0     |
| 1     | Markéta Vondroušová   |             |             |             |        |        |          |          | ●       |         |         |         | 1     | 0     | 0     |
| 1     | Gabriela Dabrowski    |             |             |             |        |        |          |          |         | ●       |         |         | 0     | 1     | 0     |
| 1     | Tereza Mihalíková     |             |             |             |        |        |          |          |         | ●       |         |         | 0     | 1     | 0     |
| 1     | Olivia Nicholls       |             |             |             |        |        |          |          |         | ●       |         |         | 0     | 1     | 0     |
| 1     | Ellen Perez           |             |             |             |        |        |          |          |         | ●       |         |         | 0     | 1     | 0     |
| 1     | Katarzyna Piter       |             |             |             |        |        |          |          |         | ●       |         |         | 0     | 1     | 0     |
| 1     | Mayar Sherif          |             |             |             |        |        |          |          |         | ●       |         |         | 0     | 1     | 0     |
| 1     | Zhang Shuai           |             |             |             |        |        |          |          |         | ●       |         |         | 0     | 1     | 0     |
| 1     | Irina-Camelia Begu    |             |             |             |        |        |          |          |         |         | ●       |         | 1     | 0     | 0     |
| 1     | Loïs Boisson          |             |             |             |        |        |          |          |         |         | ●       |         | 1     | 0     | 0     |
| 1     | Camila Osorio         |             |             |             |        |        |          |          |         |         | ●       |         | 1     | 0     | 0     |
| 1     | Anastassia Potàpova   |             |             |             |        |        |          |          |         |         | ●       |         | 1     | 0     | 0     |
| 1     | Elina Svitòlina       |             |             |             |        |        |          |          |         |         | ●       |         | 1     | 0     | 0     |
| 1     | Clara Tauson          |             |             |             |        |        |          |          |         |         | ●       |         | 1     | 0     | 0     |
| 1     | Anna Blinkova         |             |             |             |        |        |          |          |         |         |         | ●       | 0     | 1     | 0     |
| 1     | Cristina Bucșa        |             |             |             |        |        |          |          |         |         |         | ●       | 0     | 1     | 0     |
| 1     | Anna Danilina         |             |             |             |        |        |          |          |         |         |         | ●       | 0     | 1     | 0     |
| 1     | Veronika Erjavec      |             |             |             |        |        |          |          |         |         |         | ●       | 0     | 1     | 0     |
| 1     | Beatriz Haddad Maia   |             |             |             |        |        |          |          |         |         |         | ●       | 0     | 1     | 0     |
| 1     | Oksana Kalashnikova   |             |             |             |        |        |          |          |         |         |         | ●       | 0     | 1     | 0     |
| 1     | Magali Kempen         |             |             |             |        |        |          |          |         |         |         | ●       | 0     | 1     | 0     |
| 1     | Irina Khromacheva     |             |             |             |        |        |          |          |         |         |         | ●       | 0     | 1     | 0     |
| 1     | Desirae Krawczyk      |             |             |             |        |        |          |          |         |         |         | ●       | 0     | 1     | 0     |
| 1     | Aleksandra Krunić     |             |             |             |        |        |          |          |         |         |         | ●       | 0     | 1     | 0     |
| 1     | Giuliana Olmos        |             |             |             |        |        |          |          |         |         |         | ●       | 0     | 1     | 0     |
| 1     | Sabrina Santamaria    |             |             |             |        |        |          |          |         |         |         | ●       | 0     | 1     | 0     |
| 1     | Laura Siegemund       |             |             |             |        |        |          |          |         |         |         | ●       | 0     | 1     | 0     |
| 1     | Anna Sisková          |             |             |             |        |        |          |          |         |         |         | ●       | 0     | 1     | 0     |
| 1     | Sara Sorribes Tormo   |             |             |             |        |        |          |          |         |         |         | ●       | 0     | 1     | 0     |
| 1     | Fanny Stollár         |             |             |             |        |        |          |          |         |         |         | ●       | 0     | 1     | 0     |
| 1     | Panna Udvardy         |             |             |             |        |        |          |          |         |         |         | ●       | 0     | 1     | 0     |
| 1     | Yuan Yue              |             |             |             |        |        |          |          |         |         |         | ●       | 0     | 1     | 0     |

### Títols per estat
| Total | País            | Grand Slams | Grand Slams | Grand Slams | Finals | Finals | WTA 1000 | WTA 1000 | WTA 500 | WTA 500 | WTA 250 | WTA 250 | Resum | Resum | Resum |
| Total | País            | I           | D           | X           | I      | D      | I        | D        | I       | D       | I       | D       | I     | D     | X     |
| ----- | --------------- | ----------- | ----------- | ----------- | ------ | ------ | -------- | -------- | ------- | ------- | ------- | ------- | ----- | ----- | ----- |
| 18    | Estats Units    | 2           | 1           |             |        |        | 1        | 3        | 4       | 2       | 3       | 2       | 10    | 8     | 0     |
| 12    | Rússia          |             | 1           |             |        |        | 2        | 2        | 1       | 3       | 1       | 2       | 4     | 8     | 0     |
| 7     | Txèquia         |             | 1           | 1           |        |        |          | 1        | 1       |         | 1       | 2       | 2     | 4     | 1     |
| 6     | R.P. de la Xina |             |             |             |        |        |          |          |         | 3       |         | 3       | 0     | 6     | 0     |
| 5     | Itàlia          |             | 1           | 1           |        |        | 1        | 2        |         |         |         |         | 1     | 3     | 1     |
| 5     | Austràlia       |             |             | 1           |        |        |          |          |         | 1       | 2       | 1       | 2     | 2     | 1     |
| 4     | Bèlgica         |             | 1           |             |        |        |          |          |         |         | 2       | 1       | 2     | 2     | 0     |
| 4     | Hongria         |             |             |             |        |        |          |          |         | 2       |         | 2       | 0     | 4     | 0     |
| 3     | Belarús         |             |             |             |        |        | 2        |          | 1       |         |         |         | 3     | 0     | 0     |
| 3     | Canadà          |             |             |             |        |        | 1        |          | 1       | 1       |         |         | 2     | 1     | 0     |
| 3     | Letònia         |             |             |             |        |        |          |          | 1       | 2       |         |         | 1     | 2     | 0     |
| 3     | Brasil          |             |             |             |        |        |          |          |         | 2       |         | 1       | 0     | 3     | 0     |
| 3     | Ucraïna         |             |             |             |        |        |          |          |         |         | 1       | 2       | 1     | 2     | 0     |
| 2     | Polònia         | 1           |             |             |        |        |          |          |         | 1       |         |         | 1     | 1     | 0     |
| 2     | Països Baixos   |             |             |             |        |        |          | 1        |         | 1       |         |         | 0     | 2     | 0     |
| 2     | Romania         |             |             |             |        |        |          | 1        |         |         | 1       |         | 1     | 1     | 0     |
| 2     | Nova Zelanda    |             |             |             |        |        |          |          |         | 2       |         |         | 0     | 2     | 0     |
| 2     | Alemanya        |             |             |             |        |        |          |          | 1       |         |         | 1       | 1     | 1     | 0     |
| 2     | Kazakhstan      |             |             |             |        |        |          |          | 1       |         |         | 1       | 1     | 1     | 0     |
| 2     | Japó            |             |             |             |        |        |          |          |         |         |         | 2       | 0     | 2     | 0     |
| 2     | Xina Taipei     |             |             |             |        |        |          |          |         |         |         | 2       | 0     | 2     | 0     |
| 1     | Suïssa          |             |             |             |        |        |          |          | 1       |         |         |         | 1     | 0     | 0     |
| 1     | Egipte          |             |             |             |        |        |          |          |         | 1       |         |         | 0     | 1     | 0     |
| 1     | Eslovàquia      |             |             |             |        |        |          |          |         | 1       |         |         | 0     | 1     | 0     |
| 1     | Regne Unit      |             |             |             |        |        |          |          |         | 1       |         |         | 0     | 1     | 0     |
| 1     | Colòmbia        |             |             |             |        |        |          |          |         |         | 1       |         | 1     | 0     | 0     |
| 1     | Dinamarca       |             |             |             |        |        |          |          |         |         | 1       |         | 1     | 0     | 0     |
| 1     | França          |             |             |             |        |        |          |          |         |         | 1       |         | 1     | 0     | 0     |
| 1     | Eslovènia       |             |             |             |        |        |          |          |         |         |         | 1       | 0     | 1     | 0     |
| 1     | Espanya         |             |             |             |        |        |          |          |         |         |         | 1       | 0     | 1     | 0     |
| 1     | Geòrgia         |             |             |             |        |        |          |          |         |         |         | 1       | 0     | 1     | 0     |
| 1     | Mèxic           |             |             |             |        |        |          |          |         |         |         | 1       | 0     | 1     | 0     |
| 1     | Sèrbia          |             |             |             |        |        |          |          |         |         |         | 1       | 0     | 1     | 0     |

## Rànquings
Les següents taules indiquen els rànquings de la WTA amb les vint millors tennistes individuals, i les deu millors parelles de la temporada 2025.

### Individual
| Rànquing individual WTA 2025 | Rànquing individual WTA 2025 | Rànquing individual WTA 2025 | Rànquing individual WTA 2025 | Rànquing individual WTA 2025 | Rànquing individual WTA 2025 |
| Pos.                         | Tennista                     | Punts                        | T.                           | Ant.                         | Mov.                         |
| ---------------------------- | ---------------------------- | ---------------------------- | ---------------------------- | ---------------------------- | ---------------------------- |
| 1                            |                              |                              |                              |                              |                              |

#### Evolució número 1
| Tennista        | Data       | Setmanes |
| --------------- | ---------- | -------- |
| Arina Sabalenka | Final 2024 | 1        |

### Dobles
| Rànquing dobles WTA 2025 | Rànquing dobles WTA 2025 | Rànquing dobles WTA 2025 | Rànquing dobles WTA 2025 | Rànquing dobles WTA 2025 | Rànquing dobles WTA 2025 |
| Pos.                     | Tennista                 | Punts                    | T.                       | Ant.                     | Mov.                     |
| ------------------------ | ------------------------ | ------------------------ | ------------------------ | ------------------------ | ------------------------ |
| 1                        |                          |                          |                          |                          |                          |

| Rànquing parelles WTA 2025 | Rànquing parelles WTA 2025 | Rànquing parelles WTA 2025 | Rànquing parelles WTA 2025 | Rànquing parelles WTA 2025 | Rànquing parelles WTA 2025 |
| Pos.                       | Tennista                   | Punts                      | T.                         | Ant.                       | Mov.                       |
| -------------------------- | -------------------------- | -------------------------- | -------------------------- | -------------------------- | -------------------------- |
| 1                          | ·                          |                            |                            |                            |                            |

#### Evolució número 1
| Tennista/es        | Data         | Setmanes |
| ------------------ | ------------ | -------- |
| Kateřina Siniaková | Final 2024   | 30       |
| Taylor Townsend    | 28 de juliol | 1        |

## Distribució de punts
| Categoria              | G           | F           | SF          | QF                                             | R16                                            | R32                                            | R64                                            | R128                                           | Q                                              | Q3                                             | Q2                                             | Q1                                             |                                                |
| Grand Slam (I)         | 2000        | 1300        | 780         | 430                                            | 240                                            | 130                                            | 70                                             | 10                                             | 40                                             | 30                                             | 20                                             | 2                                              |                                                |
| Grand Slam (D)         | 2000        | 1300        | 780         | 430                                            | 240                                            | 130                                            | 10                                             | –                                              | –                                              | –                                              | –                                              | –                                              |                                                |
| WTA Finals             | 1500*       | 1080*       | 750*        | (+125 per cada victòria; +125 per cada partit) | (+125 per cada victòria; +125 per cada partit) | (+125 per cada victòria; +125 per cada partit) | (+125 per cada victòria; +125 per cada partit) | (+125 per cada victòria; +125 per cada partit) | (+125 per cada victòria; +125 per cada partit) | (+125 per cada victòria; +125 per cada partit) | (+125 per cada victòria; +125 per cada partit) | (+125 per cada victòria; +125 per cada partit) | (+125 per cada victòria; +125 per cada partit) |
| WTA 1000 (96I)         | 1000        | 650         | 390         | 215                                            | 120                                            | 65                                             | 35                                             | 10                                             | 30                                             | –                                              | 20                                             | 2                                              |                                                |
| WTA 1000 (64I/56I)     | 1000        | 650         | 390         | 215                                            | 120                                            | 65                                             | 10                                             | –                                              | 30                                             | –                                              | 20                                             | 2                                              |                                                |
| WTA 1000 (28D/32D)     | 1000        | 650         | 390         | 215                                            | 120                                            | 10                                             | –                                              | –                                              | –                                              | –                                              | –                                              | –                                              |                                                |
| WTA 500 (64I/56I/48I)  | 500         | 325         | 195         | 108                                            | 60                                             | 32                                             | 1                                              | –                                              | 25                                             | –                                              | 13                                             | 1                                              |                                                |
| WTA 500 (32I/30I/28I)  | 500         | 325         | 195         | 108                                            | 60                                             | 1                                              | –                                              | –                                              | 25                                             | –                                              | 13                                             | 1                                              |                                                |
| WTA 500 (28D)          | 500         | 325         | 195         | 108                                            | 60                                             | 1                                              | –                                              | –                                              | –                                              | –                                              | –                                              | –                                              |                                                |
| WTA 500 (16D)          | 500         | 325         | 195         | 108                                            | 1                                              | –                                              | –                                              | –                                              | –                                              | –                                              | –                                              | –                                              |                                                |
| WTA 250 (32I, 24Q/16Q) | 250         | 163         | 98          | 54                                             | 30                                             | 1                                              | –                                              | –                                              | 18                                             | –                                              | 12                                             | 1                                              |                                                |
| WTA 250 (16D)          | 250         | 163         | 98          | 54                                             | 1                                              | –                                              | –                                              | –                                              | –                                              | –                                              | –                                              | –                                              |                                                |
| United Cup             | 500 (màxim) | 500 (màxim) | 500 (màxim) | 500 (màxim)                                    | 500 (màxim)                                    | 500 (màxim)                                    | 500 (màxim)                                    | 500 (màxim)                                    | 500 (màxim)                                    | 500 (màxim)                                    | 500 (màxim)                                    | 500 (màxim)                                    |                                                |

I: individual, D: dobles, Q: qualificació.

* Assumint tots els partits guanyats en la fase Round Robin.